# Хайнрих Ракер
Хайнрих Ракер (на немски: Heinrich Racker) е аржентински психоаналитик от австрийски произход.

## Биография
Роден е през 1910 година в Полша. Бягайки от нацизма заминава за Буенос Айрес през 1939 г. Вече доктор по музикология и философия, той става психоаналитик първо под ръководството на Жан Лампл-де-Гроот, а по-късно работейки с Анхел Гарма и Мари Лангер в Аржентина.
Неговият най-важен труд е изследване на психоаналитичната техника известна като пренос и контрапренос, която е публикувана за първи път през 1968 г.
Умира през 1960 година в Буенос Айрес на 50-годишна възраст.